# 詹洪基
詹洪基（1529年—1587年），字子震，號星岩，福建福州府閩清縣人，民籍，明朝政治人物。

## 生平
嘉靖三十四年（1555年）乙卯科福建鄉試第七十七名舉人。隆慶二年（1568年）中式戊辰科會試第五十八名，三甲第二百一十一名進士。授中书舍人，升刑部主事，轉刑部员外郎、户部郎中，官至雲南按察司佥事，萬曆八年（1580年）四月乞終养归。萬曆十五年卒，年五十九。

## 家族
曾祖詹傑；祖父詹明德；父詹文瑞，監生，贈户部郎中。母黃氏，封宜人。慈侍下。两子六女，子應寀、應巡。孫允谅。